# Pioniermarsch
Der Pioniermarsch mit der Anfangszeile Wir tragen die blaue Fahne war ein politisches Kinderlied aus der DDR. Der Text stammte von Walter Krumbach und die Melodie von Gerd Natschinski. Die vier Strophen des Liedes im 4/4-Takt nehmen Bezug auf das Leben der Jung- und Thälmann-Pioniere. Da es sich um ein Marschlied handelte, sollte es rhythmisch straff gesungen werden. Das Lied entstand Ende der 1950er Jahre.